# Adolf Hallman

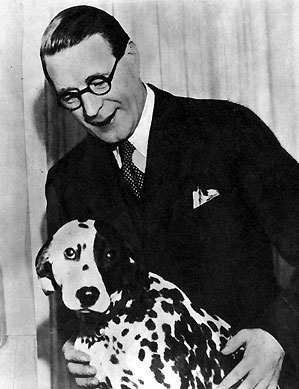
Adolf Hallman på 1930-talet.

Adolf Reinhold Hallman, född 1 mars 1893 i Göteborg, död 3 januari 1968 i Rom, var en svensk journalist, författare, illustratör och konstnär.

## Biografi
Hallman studerade vid Valands konsthögskola, men tog ingen examen. Han medverkade flitigt i svenska, norska och danska tidningar med bilder i en raffinerad linjestil. 
Han illustrerade vidare ett antal böcker av kända svenska och utländska författare, bland annat Hjalmar Söderbergs Förvillelser, Bertil Malmbergs Åke och hans värld och Dikter vid gränsen, Charles Baudelaires Det ondas blommor, och gav även ut egna böcker. 
Vidare bidrog Adolf Hallman med både illustrationer och texter till tidningen Julstämning, som började ges ut 1906 av bokförlaget Åhlén & Åkerlund. Ursprungligt namn på Åhlén & Åkerlunds förlag var Julstämnings Förlag, som grundades 1906 av Johan Petter Åhlén och Erik Åkerlund som Åhlén och Åkerlunds Tidskriftsförlag. Adolf Hallman illustrerade till exempel novellen "Ungt Äktenskap" av Herbert Grevenius i Julstämning 1940, novellen "Tre Tusen Kronor" av Kaj Munk i Julstämning 1942 och "Sommarfärd till Tullgarn" av Nils Petrus Ödman  (Pelle Ödman) i Julstämning 1943. I Julstämning 1949 medverkade Adolf Hallman med novellen "Jul i New York", som senare återkom i boken "New York", utgiven 1956. Illustrationerna är dock inte identiska, även om de består av liknande motiv, i vissa fall är de säkert målade från samma utsiktspunkt.